# Claudius von Stolzmann
Claudius von Stolzmann (* 1981 in Bonn) ist ein deutscher Schauspieler.

## Werdegang
Claudius von Stolzmann begann eine schauspielerische Ausbildung 2005 an der Hochschule für Musik und Darstellende Kunst in Frankfurt am Main, bis er diese nach einem Jahr wieder verließ, um das Studium an der Hochschule „Ernst Busch“ 2006 in Berlin neu zu beginnen.
Während des Studiums führten ihn erste Engagements an die Berliner Schaubühne, wo er von 2008 bis 2010 in Lars Eidingers Inszenierung der Räuber zu sehen war. Für diese Rolle erhielt er 2009 während des Treffens der Schauspielschulen in Zürich den Ensemblepreis. Parallel spielte Stolzmann am Wiener Volkstheater die Hauptrolle in Charles Webbs Die Reifeprüfung (Regie: Felix Prader). Für dieses Engagement wurde er 2009 mit dem Karl-Skraup-Preis als „Bester Nachwuchs“ ausgezeichnet. Während seiner Zeit in Wien wirkte er zudem am Theater der Jugend, wo er zum ersten Mal mit dem Regisseur Henry Mason zusammenarbeitete (Neil Bartletts Charles Dickens’ Große Erwartungen).
2010 wurde er ans Schauspiel Stuttgart engagiert und spielte u. a. Marinelli in Lessings Emilia Galotti (Regie: Barbara-David Brüesch) und Biff im Tod eines Handlungsreisenden von Arthur Miller (Regie: Jan Neumann). Außerdem war er zu sehen in Dancer in the Dark von Patrick Ellswort, einer gemeinsamen Arbeit des Stuttgarter Balletts und des Schauspiels Stuttgart, sowie in Die Altruisten von Nicky Silver (beide Inszenierungen von Christian Brey). Weitere Stationen führten ihn wieder nach Österreich an das Volkstheater Wien, wo er 2011 Harold in Higgins’ Harold und Maude (Regie: Thomas Birkmeir) spielte. Es folgte ein Engagement bei den Festspielen Reichenau, bei denen man Stolzmann im Rosenkavalier von Hofmannsthal in einer Sprechtheater-Inszenierung von Hermann Beil sehen konnte. 2013 und 2015 kam es zu erneuter Zusammenarbeit mit Regisseur Henry Mason, nunmehr für zwei Shakespeare-Produktionen der Salzburger Festspiele – als Demetrius im Sommernachtstraum, sowie in der Komödie der Irrungen. Im Jahr 2018 war er in Die Reise der Verlorenen (Regie von Janusz Kica) und 2019 in Glaube und Heimat unter der Regie von Stephanie Mohr auf der Bühne des Wiener Theaters in der Josefstadt zu sehen.
Neben seinen Bühnenauftritten war Claudius von Stolzmann außerdem in Film und Fernsehen zu sehen; er spielte u. a. in der Kriminalserie Tatort und in den Kinofilmen Buffalo Soldiers ’44 – Das Wunder von St. Anna (2008) von Spike Lee und Anonymus (2011) von Roland Emmerich mit. In dem Film Kopfüber von Bernd Sahling (Internationale Filmfestspiele Berlin 2013) spielt Stolzmann den Erzieher.

## Filmografie
- 2008: Buffalo Soldiers ’44 – Das Wunder von St. Anna (Miracle at St. Anna)
- 2011: Anonymus
- 2013: Kopfüber
- 2013: Tatort: Gegen den Kopf (Fernsehreihe)
- 2014: Ohne Dich
- 2018: Rückenwind von vorn

## Hörspiele
- 2009: Nikola Richter: Mitternachtsshopping – Regie: Judith Lorentz (Hörspiel – SWR/DKultur)
- 2010: Lothar Trolle: Hans (im Glück) – Regie: Götz Naleppa (Hörspiel – RBB)

## Auszeichnungen
- Verleihung des Nestroy-Theaterpreises 2024: Bester Schauspieler für Der Himbeerpflücker (Zagl) am Theater in der Josefstadt/Kammerspiele der Josefstadt[1]